# آکادمی کولاروسی

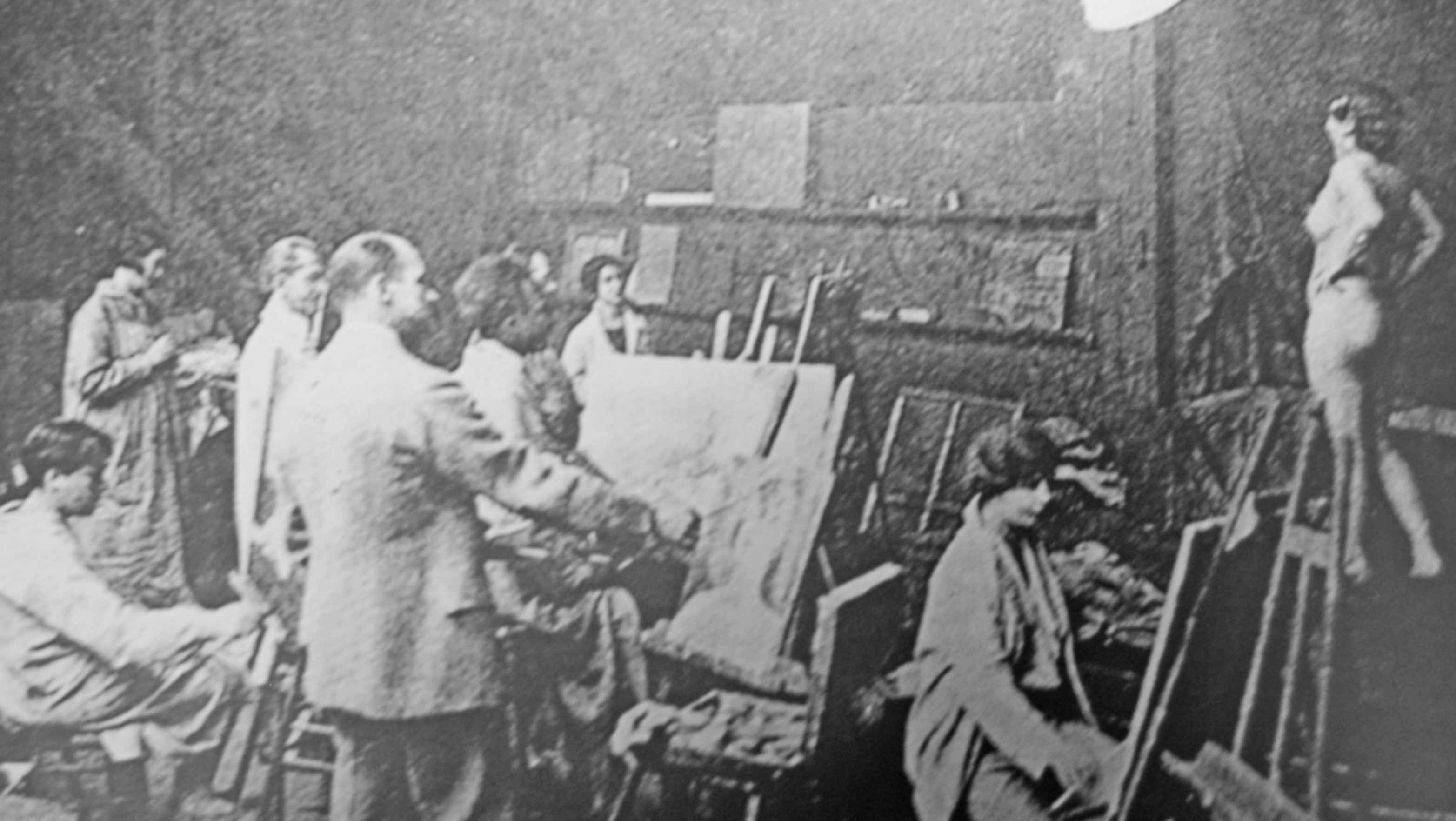
کلاس طراحی زندگی آکادمی کولاروسی، ۱۹۰۸

آکادمی کولاروسی (۱۸۷۰–۱۹۳۰) یک مدرسه هنری در پاریس بود که در سال ۱۸۷۰ توسط فیلیپو کولاروسی مدل و مجسمه‌ساز ایتالیایی تأسیس شد. در ابتدا این مدرسه در ایل دو لا سیته واقع شده بود و در سال ۱۸۷۹ به خیابانی در منطقه ۶ پاریس منتقل شد. در نهایت این مدرسه در دهه ۱۹۳۰ تعطیل شد.

## پیشینه
آکادمی در قرن نوزدهم به عنوان جایگزینی برای مدرسه هنرهای زیبای پاریس که توسط دولت تأیید شده بود، تأسیس شد که از نظر بسیاری از هنرمندان جوان آینده دار در آن زمان، بیش از حد محافظه کار شده بود. مدرسه کولاروسی همراه با معادل خود آکادمی ژولیان و برخلاف مدرسه رسمی مدرسه هنرهای زیبای پاریس، دانش‌آموزان دختر را می‌پذیرفت و به آنها اجازه می‌داد از مدل مردانه برهنه نقاشی بکشند.

## دانش‌آموختگان سرشناس
- ژن ایبوترن
- آمادئو مودیلیانی
- امیلی کار
- کامی کلودل
- ریچارد ئی. میلر
- موریس پرندرگاست
- جورج گروس